# In de Palmboom

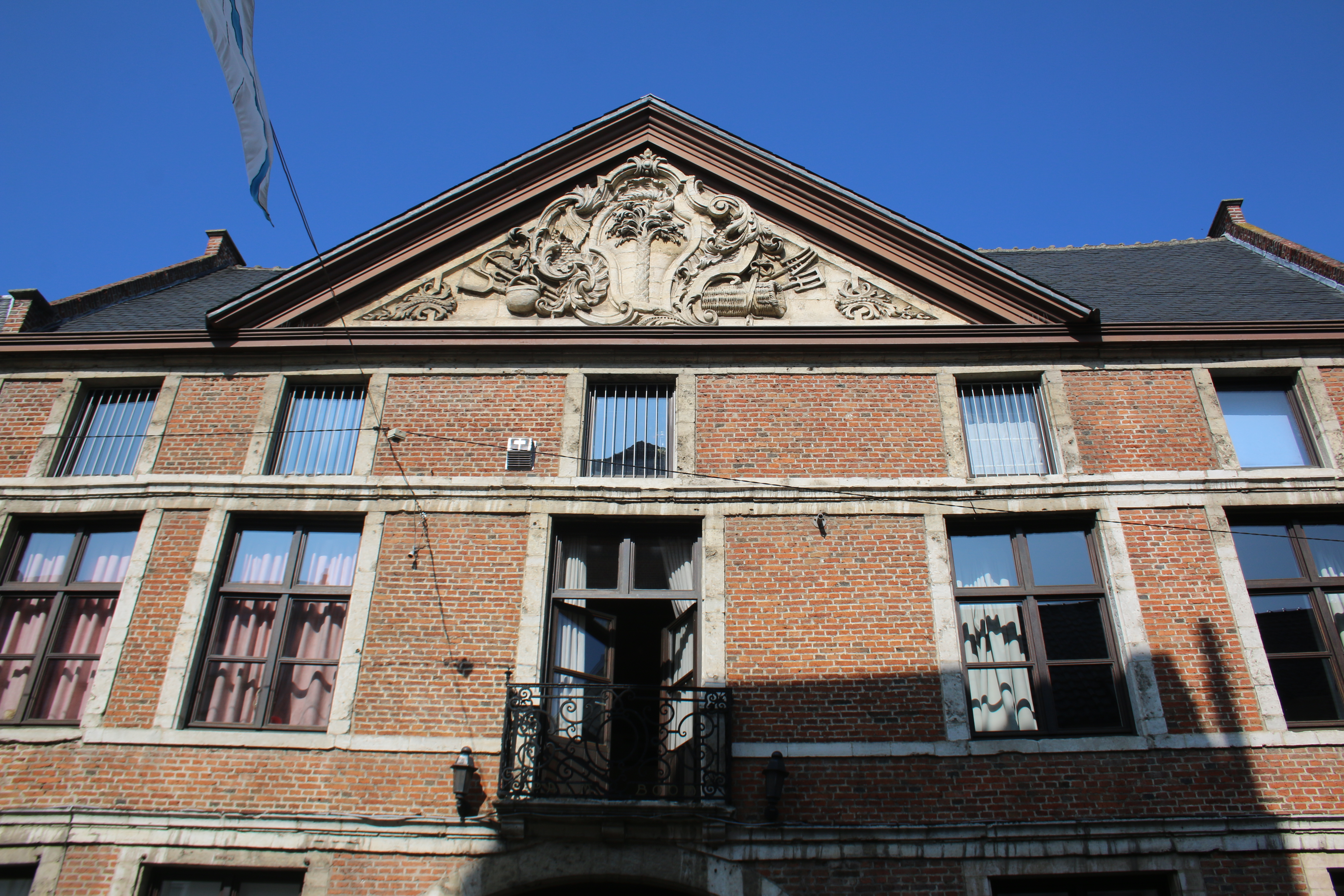

Brouwershuis (In) De Palmboom is een historisch pand in het Belgische Diest. In 2021 raakte bekend dat het pand gerestaureerd zal worden. Op de plek van de liefdadigheidsinstelling het Palmboomgasthuis vestigde zich in de zestiende eeuw een brouwerij. De brouwerswoning dateert uit de tweede helft van de 18de eeuw. De gevel is classicistisch vormgegeven met in het midden een grote steekbooginrijpoort en bekroond met een groot fronton, versierd met vrij zware Louis XV-motieven (brouwersalaam). In 1943 werd het zuidwestelijk deel van de woning beschermd als monument omwille van de historische en artistieke waarden. De bescherming van het oostelijk deel volgde later in 1973.

## Afbeeldingen

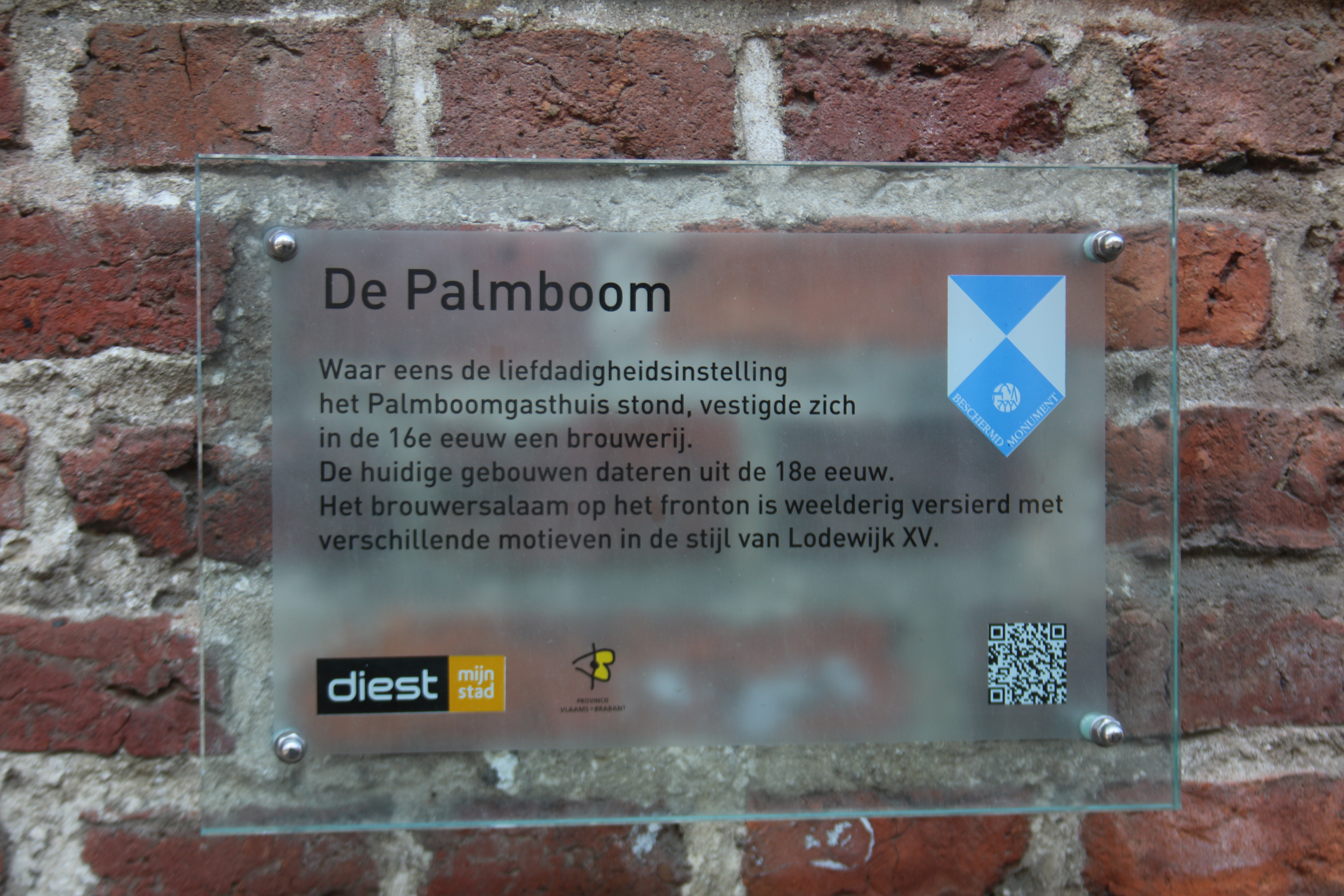
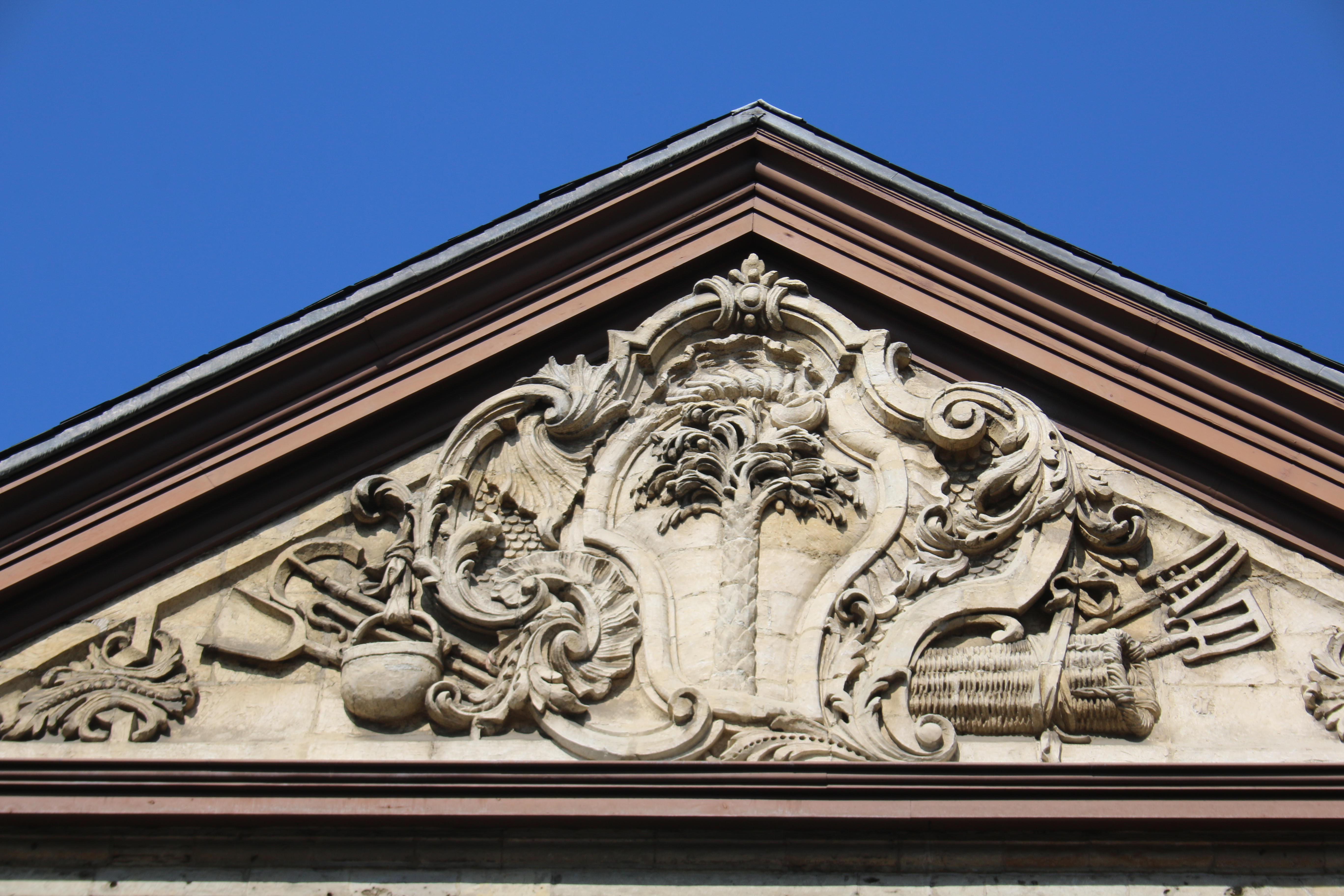